# Arto Aas
Arto Aas (ur. 9 czerwca 1980 w Tallinnie) – estoński polityk, poseł XII, XIII i XIV kadencji, w latach 2015–2016 minister administracji publicznej.

## Życiorys
Ukończył w 1998 szkołę średnią, a w 2003 administrację publiczną na Uniwersytecie Technicznym w Tallinnie. Podjął także studia z zakresu mediów i komunikacji na Uniwersytecie w Tartu.
W 1998 dołączył do Estońskiej Partii Reform. Był asystentem frakcji, radnym w tallińskiej radzie miasta i doradcą burmistrza tej miejscowości. Od 2002 do 2007 pracował jako etatowy działacz partyjny kierujący kampaniami wyborczymi w stolicy. Później do 2011 pełnił obowiązki dyrektora gabinetu premiera Andrusa Ansipa.
W wyborach w 2011 po raz pierwszy uzyskał mandat posła do Zgromadzenia Państwowego XII kadencji. Z ramienia swojego ugrupowania w 2015 i 2019 uzyskiwał reelekcję na XIII i XIV kadencję.
W 2015 został także nominowany na urząd ministra administracji publicznej w drugim rządzie Taaviego Rõivasa, rozpoczynając urzędowanie 9 kwietnia tegoż roku. Zakończył pełnienie tej funkcji wraz z całym gabinetem 23 listopada 2016. W 2019 odszedł z parlamentu w związku z objęciem funkcji dyrektora Eesti Tööandjate Keskliit, estońskiej konfederacji pracodawców.